# Freikorps (Band)
Freikorps aus Bad Schwartau und Reinfeld war eine deutsche Rechtsrock-Band um Kai Stüwe (auch bekannt unter dem Pseudonym Kai Freikorps) sowie dem Musiker Jens Klappmeier (auch bei Kraftschlag).

## Bandgeschichte
Freikorps wurde 1990 gegründet und bestand vor allem aus Sänger, Gitarrist und Hauptsongwriter Kai Stüwe. Die Band veröffentlichte zahlreiche Tonträger über Rechtsrock-Labels, insbesondere über Rock-O-Rama. Verschiedene Tonträger wurden von der Bundesprüfstelle für jugendgefährdende Medien indiziert. Das Album Land meiner Väter wurde ebenfalls beschlagnahmt. Stüwe löste die Band 1999 auf und gab an, mit der rechtsextremen Musikszene gebrochen zu haben. Nach der Auflösung erschienen noch mehrere offizielle und semioffizielle Veröffentlichungen, vor allem über Rock-O-Rama und seine mehr oder weniger legitimen Nachfolger.

## Ideologie
Freikorps gehörte zur zweiten Generation von Rechtsrock-Bands und verortete sich über die Texte in der Skinhead-Szene. Zugleich waren die Texte ausländerfeindlich und nationalistisch, aber nicht nationalsozialistisch orientiert. Freikorps galt als bekannteste Hammerskins-Band der Szene.

## Diskografie

### Demos
- 1990: Rock gegen Links
- 1993: Balladen

### Alben
- 1992: Land meiner Väter (Rock-O-Rama, indiziert und beschlagnahmt[4])
- 1993: Immer und ewig (Walhalla Records)
- 1995: Wie die Wikinger (Rock-O-Rama)
- 1997: Volk und Vaterland (BHCD/Rock-O-Rama, indiziert[5])
- 1998: Eisernes Kreuz (Rock-O-Rama)
- 1999: Skinheads 99 (BHCD/Rock-O-Rama)

### Singles
- 1998: Odins Helden (MCD, Funny Sounds)
- 2013: Alte Zeiten (Rac History)

### Kompilationen
- 1997: Raritäten – Es lebe Deutschland! (unbekannt, indiziert[6])
- 2000: Die frühen Jahre (BHCD/Rock-O-Rama)
- 2000: Unser Sieg (Walhalla Records)
- 2003: Ein bisschen Spass (Rock-O-Rama)
- 2005: Alles für Deutschland (Rock-O-Rama)
- 2011: Die Macht aus dem Norden (SupporttheThingHaus Records)

### Split-Alben
- 1995: Swedish-German Friendship (mit Storm, Svea Musik)
- 1999: Halte durch Kamerad (mit Hauptkampflinie und Veit, NS-Records)
- unbekannt: Brandenburg 1995 (Split mit Svastika, Fuchs & Wolf Records)
- unbekannt: Live (Split mit No Remorse)